# サイレント・プア
『サイレント・プア』は、2014年4月8日から6月3日まで毎週火曜日22:00 - 22:48に、NHKの「ドラマ10」枠で放送された深田恭子主演の日本のテレビドラマ。ドラマ10シリーズ生誕25周年記念作品。
放送当時、特に高齢者や障害者などの家庭で、見えにくい貧しさと戦う人々の存在が問題とされており「声なき貧困=サイレント・プア」と呼ばれた。その貧困者を救済するべく活動をするコミュニティ・ソーシャルワーカー（CSW）にスポットライトを当てた社会派ドラマである。
物語の舞台・「江墨区」は江東区と墨田区を一つにまとめた架空の地方自治体であるが、実際の両区は下町地域にあり、近接している。
米倉斉加年の遺作でもあった。

## あらすじ
里見涼は、東京の下町にある社会福祉協議会のCSWとして勤務し、高齢者や引きこもり、若年性認知症といった、社会の中で孤立している人々を支えようと奮起するが、涼自身にも絶望的な孤独感を味わう辛い苦しみを味わったことがあった。「人は何度でも生き直せる…」という信念を持った涼が、自らCSWとして救いの手を差し伸べた人々たちに支えられて生きていく姿を描く。

## キャスト

### 江墨区社会福祉協議会地域福祉課

#### CSW（コミュニティソーシャルワーカー）
里見 涼（さとみ りょう）
演 - 深田恭子（少女期：山田萌々香）
職員。過去の失敗から助けを求めている人の手を最後まで離さないと心に決めている。
三輪 まなか
演 - 桜庭ななみ
新人職員。涼に指導を受ける。
近藤 健亮
演 - モロ師岡
事務局長。
久慈 吾朗
演 - 田口浩正
職員。妻を早くに亡くし、シングルファーザーで子供を育てている。
原 留美
演 - 小橋めぐみ
沢木 郁子
演 - 押元奈緒子
梶田 翔二
演 - 千代將太
新保 佳苗
演 - 横田美紀

#### 対象者
江田 房枝
演 - 香川京子
自宅が約3年前から徐々にゴミで溢れかえるようになり、近隣住民に迷惑を掛ける。自宅の庭には息子が産まれた年に植えた栗の木が存在感を示していた。
郷田 光良
演 - 渡辺大知
就職に失敗し、またアルバイト先での対人関係がうまくいかなかったことが原因で人とコミュケーションをとることが怖くなり、4年前から自室にひきこもる。
木下 和男
演 - 大地康雄
元左官職人。公園に居ついていたホームレス。以前に暮らしていたアパートに不法侵入する騒ぎを起こし、管理人たちに注意されてから行方が分からなくなっていた。

### 江墨区役所地域福祉課
山倉 祐一
演 - 北村有起哉
課長。
水澤 純子
演 - 山口紗弥加
山倉の部下。

### その他
吉岡 一郎
演 - 米倉斉加年
涼の祖父で幸子の父。クリーニング吉岡店主。
米倉が80歳で亡くなったため、本作は生前最後のテレビドラマ出演（テレビにおける遺作）となった。
里見 幸子
演 - 市毛良枝
涼の母。父が営むクリーニング店を手伝う。
石田 敬子
演 - 坂井真紀
民生委員。康の妻。
田子 源治
演 - 久保酎吉
田子工業所社長で涼とは顔馴染み。房枝の息子は小学校時代の同級生。
石田 康
演 - 坂田聡
居酒屋屋形船店主。敬子の夫。
里見 光（さとみ ひかる）〈没年6〉
演 - 馬渕誉
涼の弟。19年前に阪神・淡路大震災により亡くなる。

### ゲスト
複数話・単話登場の場合は演者名の横の括弧（）内に表記。
第1話
片平 祐美
演 - 中島ひろ子（第4・最終話）
房枝の真向かいに暮らす主婦。

第2話
郷田 朋子
演 - 田実陽子
光良の姉。腎臓病を患い人工透析が必要な状態だが治療するための金が無く、暫く病院へ行けていない。
郷田 恒夫
演 - 草薙良一
光良の父。会社を解雇された後、定職にも就かず酒浸りの毎日でアルコール使用障害に陥る。
郷田 美津恵
演 - 美谷和枝
光良の母。重度の心臓病を患い、寝たきりの状態が続いている。
郷田 花音
演 - 高嶋琴羽
朋子の娘。

第3話
宮部 和歌子
演 - 結城しのぶ（最終話）
和男の妹。現在はうどん屋に嫁いでいる。兄の抱える気持ちを誰よりも理解していた。
金井 和子
演 - 大島蓉子
民生委員。
園村 幹夫
演 - 北村総一朗（第5・最終話）
自治会長。公園に居ついたホームレスを強制退去させるよう住民を代表し、区役所に訴える。

第4話
池谷 敏子
演 - 左時枝
敬子の実母。若年性認知症の症状が進行し記憶も曖昧になっていき、ある日突然、孫娘のミナコを連れていなくなる。男性問題で娘を捨てた過去がある。
石田 ミナコ
演 - 白鳥樹理
敬子・康の娘。陽介の姉。
石田 陽介
演 - 横山歩
敬子・康の息子。ミナコの弟。

第5話
園村 健一
演 - 阪田マサノブ（最終話）
現在まで就労した経験がなく、20歳の頃から30年間自室に閉じこもり、他者との関係を断つ。父に将来のことを問われると逆切れし家庭内暴力を働き、青年時代は画家になるという夢を持っていた。
園村 花世
演 - 長内美那子
健一の母で幹夫の妻。息子に唯一出来ることはおいしい食事を与えることだけだと里見に話す。

第6話
アナ
演 - アーリン・ティングラサン
すばるの母。信じていた日本人の夫に逃げられ、昼から翌朝にかけて弁当工場で働き、息子を1人で育てている。
すばる
演 - 川﨑剣人
南小学校3年生。フィリピンと日本のハーフ。幼少期に別れた父の行方を捜しているところに涼と出会う。

第7話
笹野 みき
演 - 前田亜季
啓の妻。夫婦で餃子専門店「ささやん」を営む。旧姓：佐藤。現在いる病院の長期入院が不可能で他の病院に転院しなければならないのならば、自宅で夫の介護したいと申し出る。
しかし、夫は若年層のため介護保険が適用されないことや重篤な症状が軽減されていないなど、自宅介護は簡単ではないと担当医は難色を示す。
笹野 啓
演 - 成河
みきの夫。仕事中の車両事故に遭い命はとりとめたが、事故後の状態が悪く高次脳機能障害を発症する。

第8話
渡辺 昭子（わたなべ しょうこ）
演 - 笛木優子（最終話）
寛次の妻。東日本大震災自主避難者。スーパーのパート代や現在まで貯めた貯金を切り崩して一家を支えてきたが、気力や生活費も限界に達していた。
渡辺 寛次
演 - 蟹江一平（最終話）
昭子の夫。福島で暮らしていた頃は介護福祉士として働いていたが、震災を経験してから妻にも言えない苦しみを抱えるようになり、思うように働けなくなる。
山川 常盤
演 - 佐藤みゆき
東日本大震災支援ネットワーク登録者。

## スタッフ
- 作 - 相良敦子
- 音楽 - 佐橋俊彦
- 演出 - 伊勢田雅也、清水拓哉、長谷知記
- 主題歌 - Perfume「Hold Your Hand」（ユニバーサルJ）[6]
- 演奏 - フェイス・ミュージック
- タイトル制作 - 清水貴栄
- アクション指導 - 高木英一
- コミュニティソーシャルワーク監修 - 勝部麗子
- 法律考証 - 金子桂輔
- 医事考証 - 新井平伊、中島八十一
- ひきこもり支援活動考証 - 西野博之
- 児童福祉考証 - 川﨑二三彦
- リハビリテーション指導 - 粳間剛
- 撮影協力 - 全国社会福祉協議会
- 取材協力 - 大阪府豊中市、豊中市社会福祉協議会、東邦大学
- 制作統括 - 陸田元一
- 制作著作 - NHK

## 放送日程
| 各話                                                      | 放送日  | サブタイトル           | 演出       |
| --------------------------------------------------------- | ------- | ---------------------- | ---------- |
| 第1回                                                     | 4月08日 | その手を離さない       | 伊勢田雅也 |
| 第2回                                                     | 4月15日 | 家族の太陽             | 伊勢田雅也 |
| 第3回                                                     | 4月22日 | 最後の幸せ             | 伊勢田雅也 |
| 第4回                                                     | 4月29日 | 母の歌                 | 伊勢田雅也 |
| 第5回                                                     | 5月06日 | 30年の孤独             | 清水拓哉   |
| 第6回                                                     | 5月13日 | 小さなSOS              | 清水拓哉   |
| 第7回                                                     | 5月20日 | 心が届かない           | 清水拓哉   |
| 第8回                                                     | 5月27日 | そばにいるだけで       | 長谷知記   |
| 最終回                                                    | 6月03日 | 私は、その手を離さない | 伊勢田雅也 |
| 平均視聴率 5.3%（視聴率は関東地区・ビデオリサーチ社調べ） |         |                        |            |